# Kirigakure Saizō
Kirigakure Saizō (霧隠才蔵) foi um ninja lendário da fase final do Período Sengoku e o Período Edo. No folclore, é um dos Dez Bravos de Sanada, e junto com Sarutobi Sasuke, um dos Dez com maior reconhecimento.
De acordo com registros históricos, acredita-se que “Kirigakure Saizo” possa ter sido um apelido utilizado por Kirigakure Shikaemon.